# Rejectaria lineata
Rejectaria lineata là một loài bướm đêm trong họ Noctuidae.